# Eliptična galaktika
Eliptične galaktike dijele se u 7 klasa u ovisnosti o stupnju njihove eliptičnosti: od E0 (kuglaste) do E7 (izdužene). Broj u oznaci se računa po formuli 10(a-b)/a, pri čemu se a i b duljine dulje i kraće osi. Važno je napomenuti da razred ne govori o stvarnom obliku galaktika, jer npr. E0 može biti štapičasta galaktika čija je os usmjerena prema nama. Statistička analiza govori da su eliptične galaktike jednoliko raspoređene u odnosu na njihovu eliptičnost.
Imaju jednolik luminozitet i nalikuju jezgrama spiralnih galaktika, ali bez diska. Zvijezde su stare, većinom crveni divovi tipa K i M, a među njima nema plina.
Ove se galaktike nalaze u gustim središtima galaktičkih jata (skupova).
Oblika su elipsoida i kugle. Nedostaje im međuzvjezdane tvari, zbog čega pretežno sadrže starije (crvene) zvijezde.
Poznata eliptična galaktika M87 (slika 4.) nalazi se u središtu skupa Virgo.
Vidi i :
- Spiralna galaktika
- Lećasta galaktika (lentikularne)
- Nepravilna galaktika
- Klasificiranje galaktika
- Izofota
- De Vaucouleurov zakon
- Sérsicev zakon

## Vanjske poveznice
- astro.fdst.hr :: Kozmologija :: Morfologija galaktika  Arhivirana inačica izvorne stranice od 30. listopada 2005. (Wayback Machine)